# Felsőoktatási Díj
Felsőoktatási Díjat adományozhat az Eötvös Loránd Fizikai Társulat annak, aki kimagasló eredményt ért el a felsőoktatás területén. A díj alternatív elnevezése Marx György Felsőoktatási Díj.

## A díjazottak
- 1998 Vida József
- 1999 –
- 2000 Berkes József
- 2001 –
- 2002 –
- 2003 Kotek László
- 2004 –
- 2005 Kanyár Béla
- 2006 Károlyházy Frigyes
- 2007 Gnädig Péter
- 2008 Dávid Gyula
- 2009 –
- 2010 –
- 2011 –
- 2012 –
- 2013 –
- 2014 Hadházy Tibor
- 2015 –
- 2016 Dombi József
- 2017 –
- 2018 Juhász András
- 2019 -
- 2020 Kovács László